# Astragalus darrehbidensis
Astragalus darrehbidensis es una especie de planta del género Astragalus, de la familia de las leguminosas, orden Fabales.

## Distribución
Astragalus darrehbidensis se distribuye por Irán (Yazd).

## Taxonomía
Fue descrita científicamente por Podlech & Zarre. Fue publicada en Willdenowia 33: 344 (2003).